# Ривас, Патрисио
Патрисио Ривас (исп. Patricio Rivas, 1810—1867) — никарагуанский адвокат и политик, дважды исполнявший обязанности Верховного директора страны и один раз бывший временным президентом страны.

## Биография
После того, как в 1838 году  Никарагуа провозгласила независимость, выйдя из состава Федеративной республики Центральной Америки, была принята Конституция, в соответствии с которой главой исполнительной власти являлся Верховный директор страны (исп. Supremo Director del Estado), избираемый на двухлетний период. В условиях царившего в 1840-х годах политического хаоса, а также соперничества между политиками Леона и Гранады, Верховными директорами провозглашались различные люди, державшиеся у власти по несколько месяцев; бывало даже, что в стране было провозглашено одновременно несколько Верховных директоров. Патрисио Ривас также дважды занимал пост Верховного директора: в 1839 году, и на стыке 1840—1841 годов.
В 1855 году, в результате соглашения, подписанного между генералом Понсиано Корралем Акостой и американским авантюристом Уильямом Уокером, Патрисио Ривас был назначен временным Президентом страны. Соглашение не было признано Хосе Марией Эстрадой, считавшим президентом себя. В связи с тем, что президент Коста-Рики Хуан Рафаэль Мора выступил против присутствия флибустьера Уокера (желавшего объединить Центральную Америку под своей властью), правительство Риваса объявило в начале 1856 года войну Коста-Рике, и никарагуанские войска вторглись в Гуанакасте, однако коста-риканские войска отбили нападение и перенесли боевые действия на территорию Никарагуа.
Когда были организованы президентские выборы, то кандидатами были выдвинуты Патрисио Ривас, Максимо Херес и Тринидад Саласар. Никто не набрал абсолютного большинства, мнение конгрессменов склонялось в сторону Хереса, но Уокер решил организовать новые выборы. Стремясь избавиться от опеки флибустьера, Ривас перебрался из Гранады в Леон, куда Уокер последовал за ним. Но когда Уокер ушёл — Ривас перевёл правительство в Чинандегу и отменил свой указ о новых выборах. Тогда Уокер объявил в Гранаде, что Ривас низложен, а вместо него временным президентом стал Фермин Феррер.
Ривас объявил Уокера предателем Никарагуа, и остался во главе исполнительной власти в западной части страны, куда вскоре прибыли армии Гватемалы и Сальвадора. 1 мая 1857 года Уокер капитулировал, после чего власть в стране перешла к дуумвирату из Максимо Хереса и Томаса Мартинеса.